# زبان شبیه سازی
یک زبان شبیه سازی کامپیوتری برای توصیف عملکرد یک شبیه سازی بر روی کامپیوتر استفاده می شود.   دو نوع اصلی شبیه‌سازی وجود دارد: رویداد پیوسته و گسسته، اگرچه زبان‌های مدرن‌تر می‌توانند ترکیب‌های پیچیده‌تری را مدیریت کنند. اکثر زبان ها همچنین دارای یک رابط گرافیکی و حداقل یک قابلیت جمع آوری آمار ساده برای تجزیه و تحلیل نتایج هستند. بخش مهمی از زبان‌های رویداد گسسته، توانایی تولید اعداد و انواع شبه تصادفی از توزیع‌های احتمالی مختلف است.

### همچنین ببینید
- شبیه سازی رویداد گسسته
- لیست نرم افزارهای شبیه سازی کامپیوتری